# 大阪市立堀江小学校
大阪市立堀江小学校（おおさかしりつ ほりえしょうがっこう）は、大阪府大阪市西区にある公立小学校。

## 概要
西区の中央部付近、オフィスや公共施設・マンションなどが混在する地域を校区とし、校区には堀江界隈や四ツ橋界隈が含まれる。
明治時代初期に設置された堀江、西六（さいろく）の2小学校を前身としている。太平洋戦争の戦災により校舎・校区の被害が大きかったため、終戦直後に堀江小学校は大阪市立日吉小学校へ、西六小学校は大阪市立西船場小学校へ統合されて休校となった。その後地域の復興に伴い、戦前の堀江・西六の校区を合併する形で、1951年に大阪市立堀江小学校として再開した。
旧西六小学校跡地は、現在の鰹座橋交差点北西角（地下鉄西長堀駅4番出口付近）から新なにわ筋道路上・阪神高速道路西長堀入口付近にかけての一帯にあたる。西六小学校は、新なにわ筋建設に伴う代替地として現在のオリックス劇場（元・大阪厚生年金会館）の場所に用地が確保され、移転の上で再開校する計画があったが、再開校は実現しなかった。

## 沿革

### 堀江小学校の創立
明治時代初期の学制発布に伴い、1873年11月1日に西大組第十五番小学校（堀江小学校）が和光寺（あみだ池）境内に設置された。直後の1873年11月17日には、西大組第十四番小学校（隆平小学校）、西大組第十六番小学校（千代崎小学校）が相次いで設置された。
堀江・隆平・千代崎の3校は1884年2月29日に統合し、堀江小学校となった。従来の隆平・千代崎の2校は堀江校の分教場となった。
1895年1月29日に大阪市西区西長堀南通3-13（現在地）に新校舎を設置し、従来の本校・分校を統合した。1921年4月には高等科を併設し、大阪市堀江尋常高等小学校と称した。
1934年9月21日の室戸台風では講堂が傾斜する被害を受けた。

### 西六小学校の創立
いずれも1873年に設置された、西大組第十一番知留辨小学校・西大組第十二番砂場小学校・西大組第十三番鰹座小学校の3校が、西六小学校の源流となっている。
3校が1884年11月に合併し西六小学校となった。西六の名称は「西区で六番目の行政区域」に由来する。
1887年には西六尋常高等小学校と称した。

### 国民学校時代
1941年には国民学校令により、大阪市堀江尋常高等小学校は大阪市堀江国民学校へ、大阪市西六尋常高等小学校は大阪市西六国民学校へ、それぞれ改称された。
太平洋戦争の戦局悪化により、1944年9月以降大阪市内の国民学校を対象に学童集団疎開が実施されることになった。西区の国民学校では島根県が疎開先に割り当てられ、堀江国民学校は島根県簸川郡荘原村・直江村・伊波野村（現在の出雲市）へ、西六国民学校は島根県簸川郡荒木村・大社町（現在の出雲市）へ、それぞれ学童疎開を実施している。
1945年3月13日の大阪大空襲により、堀江・西六の両校とも校舎を焼失し、また校区も甚大な被害を受けている。大阪市の国民学校では翌3月14日に卒業式が一斉に予定されていたが、堀江・西六の両校とも空襲被害のため卒業式は中止され、堀江校では63年後の2008年3月14日に改めて当時の卒業生の卒業式を実施している。
大阪市では終戦直後、戦災で校舎を焼失したり校区に被害を受けて児童が大幅に減少した国民学校を休校扱いとし、近隣校に統合して整理する施策をとった。これに伴い、堀江国民学校は日吉国民学校（1947年大阪市立日吉小学校）へ、また西六国民学校は西船場国民学校（1947年大阪市立西船場小学校）へとそれぞれ統合する形で休校となった。

### 堀江小学校の復興
1950年より旧堀江小学校敷地を使用し、大阪市立日吉小学校堀江分校が開設された。堀江分校では旧堀江・西六・広教の各小学校校区在住の1-3年生児童が学んだ。
翌1951年には戦前の堀江・西六・広教校の校区をあわせる形で、大阪市立堀江小学校が4年生までの児童で復興した。1952年には学年進行で5年生までの児童となったが、校区内在住の1952年度6年生のうち転校希望者を日吉・西船場の両校から受け入れて全学年がそろった。
1956年には大阪市立明治小学校の再開により、旧広教校校区は明治小学校校区に編入されることになった。
1961年9月16日の第2室戸台風では、高潮により校舎が約1メートル床上浸水する被害を受けた。

### 堀江幼稚園
1890年10月1日に堀江小学校内に幼児保育科を付設したことが、堀江幼稚園の始まりとなっている。1893年4月1日には大阪市立堀江幼稚園へと改編された。
1919年4月7日には堀江小学校南側（現在のあみだ池公園）に独立園舎を建てて移転した。しかし1945年3月13日の大阪大空襲により園舎に被害を受けて休園となっている。
戦後の地域の復興に伴い、地域の幼児は遠方の幼稚園に通園することになって不便だという声があがり、堀江幼稚園復興の声が高まった。1954年に有志の手によって私立堀江幼稚園として、堀江小学校内で再開した。その後1958年に大阪市に移管され、大阪市立堀江幼稚園となっている。なお市の意向により2019年3月末で閉園となり、同年4月より民間移管する形で、西区北堀江4丁目・大阪市立こども文化センター跡地に移転した上で、学校法人あけぼの学園の運営で私立の幼保連携型認定こども園「あけぼのほりえこども園」を開設した。

### 過密化と分校設置
堀江地区は2000年代以降の都心回帰で住宅地としての人気が高まり、大型マンションの林立で年々児童が増え、再び教室不足・運動場不足が起こり始めている。2018年の時点で全校児童が1100人を超え、さらに毎年80人ずつ児童数が増えており、学校運営が圧迫されていると報道されている。2019年9月、大阪市は堀江小学校の校区西半分に分校を設置する案を固めた。西長堀駅西側にある大阪市立西高等学校が高校再編で転出した跡地に堀江小学校分校が設置され、堀江中学校も移転することになる。グラウンドは両校が共有する。計画では2024年度の開校を目指すとしている。
2024年、西区北堀江4丁目9-35（元・西高等学校テニスコート付近）に分校が開設され、西学舎と称している。これに伴い本校は東学舎と称している。分校は地域分校として設置され、あみだ池筋を境に、東側在住の児童は東学舎に、西側在住の児童は西学舎に通学することになる。

### 年表
- 1873年11月1日 - 堀江小学校が、和光寺（あみだ池）境内に創立。
- 1884年2月29日 - 隆平小学校・千代崎小学校を堀江小学校に合併。
- 1884年11月 - 地域の3小学校を統合し、西六小学校を設置（現在の鰹座橋交差点すぐ北側・新なにわ筋道路敷付近）。
- 1890年10月1日 - 堀江小学校に幼児保育科を付設（大阪市立堀江幼稚園の前身）。
- 1893年4月1日 - 幼児保育科が堀江幼稚園へ改編される。
- 1895年1月9日 - 堀江尋常小学校、現在地に校舎を新築。
- 1921年4月 - 堀江校に高等科を併設。大阪市堀江尋常高等小学校へ改称。
- 1941年4月1日 - 国民学校令により、大阪市堀江国民学校・大阪市西六国民学校とそれぞれ改称。
- 1944年 - 堀江・西六両校とも、島根県簸川郡へ学童疎開。
- 1945年3月13日 - 大阪大空襲で、堀江・西六の両校とも校舎焼失。堀江幼稚園は休園。
- 1946年 - 堀江・西六の両校とも休校。
- 1951年9月1日 - 大阪市立堀江小学校として現在地に再開校。復興の際に校舎敷地を拡張。
- 1951年10月28日 - 開校記念式典を開催。
- 1954年4月1日 - 堀江幼稚園が私立幼稚園として堀江小学校内で再開。
- 1955年1月28日 - 大阪市教育委員会から算数教育の研究校に指定され、研究発表を実施。
- 1958年 - 堀江幼稚園が大阪市へ移管。
- 1963年10月14日 - ソニー理科教育振興資金・最優秀賞を受賞する。
- 1963年10月24日 - 大阪市教育委員会から理科教育の研究校に指定され、研究発表を実施。
- 1966年10月1日 - 学校給食が優秀として、文部大臣から表彰を受ける。
- 1969年10月22日 - 大阪市教育委員会から体育教育の研究校に指定され、研究発表を実施。
- 1992年11月13日 - 「全日本よい歯の学校」優秀校として全国表彰を受ける。
- 1993年2月18日 - 大阪府教育委員会から「体力づくり優良校」の表彰を受ける。
- 2000年11月30日 - 「全日本よい歯の学校」優秀校として全国表彰を受ける。
- 2019年3月 - 併設の大阪市立堀江幼稚園が閉園。
- 2024年4月 - 西学舎（分校）を開設[4]。

## 通学区域
- 大阪市西区 新町1丁目-4丁目、北堀江1丁目-4丁目の全域。
- 大阪市西区 立売堀1丁目-6丁目のそれぞれ一部、南堀江1丁目-4丁目のそれぞれ一部。

卒業生は大阪市立堀江中学校に進学する。

## 交通
（東学舎）
- 地下鉄長堀鶴見緑地線 西大橋駅 西へ約350m。
- 地下鉄千日前線・長堀鶴見緑地線 西長堀駅 東へ約400m。
- 地下鉄四つ橋線 四ツ橋駅 西へ約600m。
- 地下鉄千日前線 桜川駅 北へ約700m。
- 南海汐見橋線 汐見橋駅・阪神なんば線 桜川駅 北東へ約1km。
- 地下鉄御堂筋線 心斎橋駅 西へ約1km。
- 大阪シティバス あみだ池バス停。

（西学舎）
- Osaka Metro千日前線・長堀鶴見緑地線 西長堀駅 7A出入口より西へ約120m。
- 阪神なんば線 桜川駅 北へ約700m、またはドーム前駅 北東へ約900m。
- 南海汐見橋線 汐見橋駅 北へ約700m。

## 卒業生
- 中川パラダイス（お笑い芸人、ウーマンラッシュアワー）
- ボグダン・パルホメンコ（経営者、コメンテーター）
- 窪塚愛流（俳優）※神奈川県横須賀市立高坂小学校より転入
- 戸田義郎（経営学者、元神戸大学学長）